# Карл Леонгард
Карл Леонгард (нім. Karl Leonhard; 21 березня 1904, Едельсфельд, Баварське королівство — 23 квітня 1988, Східний Берлін, НДР) — німецький психіатр . Автор поняття «акцентована особистість» — однієї з перших типологій особистостей.

## Типологія акцентованих особистостей
Карл Леонгард розробив одну з перших типологій характерів, ввівши в науку концепцію акцентованих особистостей. Хоча на сьогодні вона трохи застаріла і замінена більш пізніми типологіями, вона й досі представляє певний інтерес для вивчення.

## Публікації

### Акцентовані особистості
Монографія. Складається з двох частин. У першій частині дано психологічний і клінічний аналіз акцентованих особистостей. Друга частина ілюструє першу: в ній проводиться характеристичний аналіз героїв класичних творів світової літератури понад тридцяти письменників: Толстого, Достоєвського, Гоголя, Шекспіра, Сервантеса, Бальзака, Гете, Стендаля та інших.
Карл Леонгард.  = Akzentuierte Persönlichkeiten. — Берлин, 1976. — 328 с. — ISBN 3-437-10447-0. Архівовано з джерела 28 листопада 2010

### Класифікація ендогенних психозів
- Leonhard K. Aufteilung der endogenen Psychosen. — 5 Aufl. — Berlin : Acad. Verlag. — 342 с.